# Hällnäs
Hällnäs – miejscowość (tätort) w Szwecji, w regionie administracyjnym (län) Västerbotten, w gminie Vindeln.
Według danych Szwedzkiego Urzędu Statystycznego liczba ludności wyniosła: 230 (31 grudnia 2015), 229 (31 grudnia 2018) i 235 (31 grudnia 2019).